# Ramalina chondrina
Ramalina chondrina är en lavart som beskrevs av J. Steiner. Ramalina chondrina ingår i släktet Ramalina och familjen Ramalinaceae.   Inga underarter finns listade i Catalogue of Life.